# Buenos Aires (Pernambuco)
Buenos Aires is een gemeente in de Braziliaanse deelstaat Pernambuco. De gemeente telt 13.675 inwoners (schatting 2009).
De gemeente grenst aan Vicência, Carpina, Nazaré da Mata en Limoeiro.